# Howard Martin Temin
Howard Martin Temin (Philadelphia, 10 december 1934 – Madison, 9 februari 1994) was een Amerikaans medicus en geneticus. In 1975 kreeg hij samen met Renato Dulbecco en David Baltimore de Nobelprijs voor de Fysiologie of Geneeskunde voor het beschrijven hoe tumorvirussen inwerken op het genetische materiaal van de cel.

## Biografie
Temin werd geboren in Philadelphia als zoon van Henry en Annette Lehman Temin. Hij had twee  broers, Michael en Peter, die zelf later een bekend econoom werd.
Hij haalde in 1955 zijn Bachelor in biologie aan het Swarthmore College. In 1959 haalde hij zijn doctoraat aan Caltech in het laboratorium van Delbecco. In 1960 verhuisde hij naar Madison waar hij universitair docent werd in het McArdle-laboratorium voor kankeronderzoek, onderdeel van de faculteit oncologie aan de Universiteit van Wisconsin.

## Werk
Temins belangrijkste onderzoek was de studie naar hoe tumorvirussen gebruikmaken van het genetisch materiaal van de cel via reverse-transcriptase (RT). Deze ontdekking was destijds revolutionair daar nog algemeen werd aangenomen dat genetische informatie enkel overgaat van DNA, naar RNA-moleculen, die vervolgens vertaald worden naar proteïnes. Maar in de jaren 1970 toonde Temin aan dat tumorvirussen de mogelijkheid hadden om dit proces om te draaien. Rond dezelfde tijd verkreeg David Baltimore, een voormalig collega van Temin, een vergelijkbaar resultaat in een onafhankelijk onderzoek bij het Salk-instituut.
Bij reverse-transcriptase transcribeert een enzym enkelstrengs RNA naar dubbelstrengs DNA. Deze ontdekking leidde tot een beter begrip van retrovirussen, zoals hiv. Daarnaast kunnen retrovirussen kanker veroorzaken als reverse-transcriptase van het virus in de gastheercel terechtkomt en daar DNA-kopieën gaat maken van het virale RNA. Dit DNA komt in de celkern en integrase (een enzym uit het virus) voegt het virus-DNA in het gastheer-DNA. Voor dit onderzoek kreeg hij zijn deel van de Nobelprijs.
Naast de Nobelprijs ontving Temin in 1974 de Lasker Award en in 1992 de National Medal of Science.
Temin was gedurende zijn leven een fel tegenstander van roken. Hij stierf op 59-jarige leeftijd aan longkanker, die volgens de Universiteit van Winconsin niet gerelateerd was aan roken.
Een fiets- en wandelpad op de campus van de UW-Madison is naar hem vernoemd.